# Croton lechleri
Espèce
Croton lechleri est une espèce de plantes à fleurs du genre Croton et de la famille Euphorbiaceae présente de la Colombie au Pérou.
Il a pour synonymes :
- Croton draco var. cordatus, Müll.Arg., 1865
- Oxydectes lechleri, (Müll.Arg.) Kuntze

De même que d'autres espèces de croton, il peut servir à la production de sang-dragon.